# Állkapocscsont

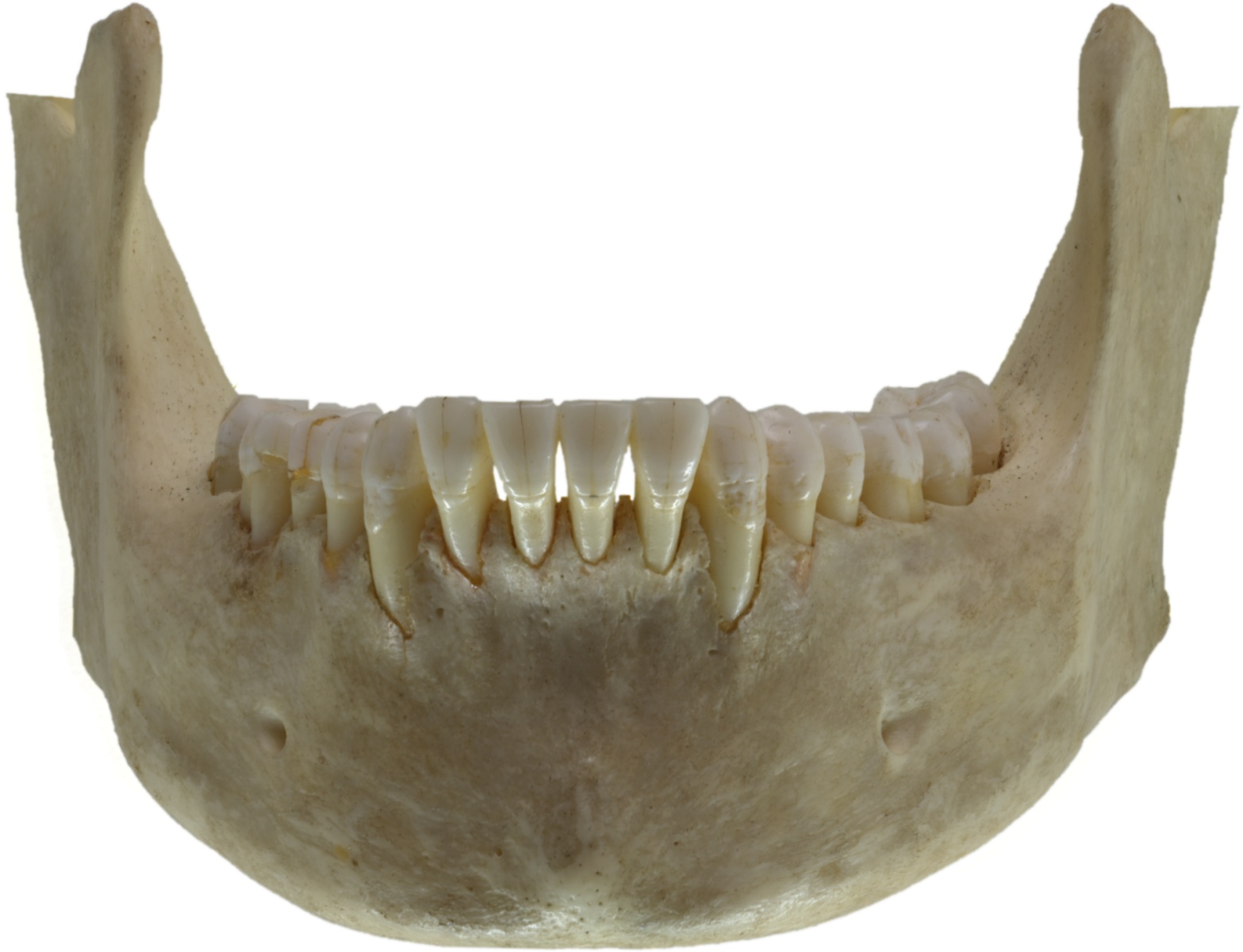
Emberi állkapocs elölről

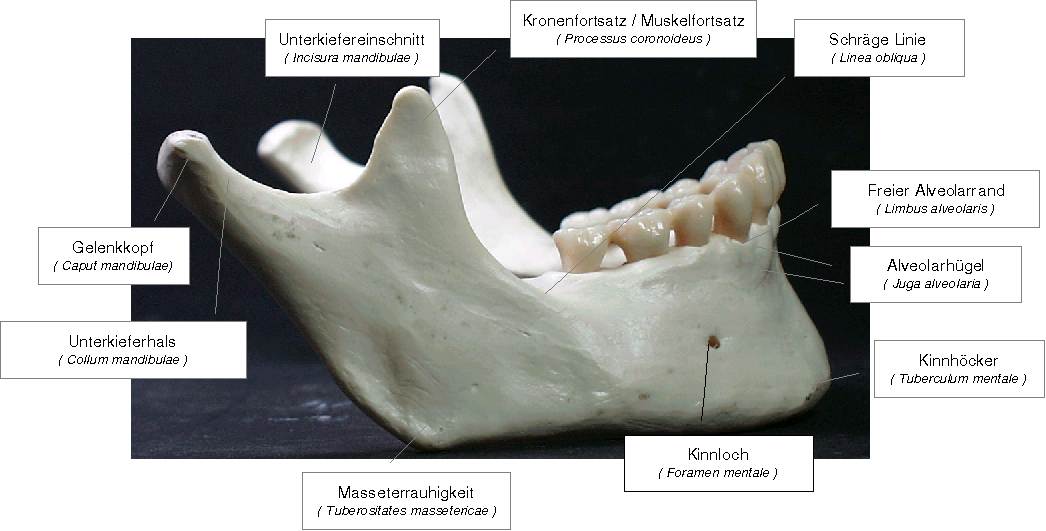
Emberi állkapocs oldalról

Az állkapocscsont (mandibula) az arckoponya egyik csontja, mely az alsó fogívet hordozza. A koponya egyetlen mozgatható csontja, fő szerepe a rágásban van. A hüllők egy részénél még két külön csont, de sok hüllőnél és minden emlősnél egy darabból áll. Páros csont, amely az állcsúcsnál összenő.

## Emberben
Két részt különböztetünk meg: egy patkószerűen meghajlított testet (Corpus mandibulae) és ennek mindkét végén kb. 125°-os szögben felszálló ágat (Ramus mandibulae).

### Az állkapocs teste és fogmedri nyúlványa
Az állkapocs teste egy alsó vaskosabb részből (basis mandibulae) és egy felső keskenyebb, az alsó fogakat hordozó részből (pars alvelolaris) áll. A fogmedreket (alveoli dentales) csontsövények (septa interalveolaria) választják el egymástól. Hasonló, de kisebb csontsövények  (septa interradicularia) vannak a többgyökerű fogak gyökerei közt is. 

### Az állkapocsról eredő fontosabb izmok
Külső felszínén, a középvonalban megfigyelhetjük a symphysis mentit, a két állkapocsfél egyesülésének helyét. Ugyanitt találjuk az állcsúcsot (protuberantia mentalis). Ettől oldalra található egy gumó, a tuberculum mentale, innen húzódik felfele és hátrafelé a mandibula szárának a külső széléhez a linea obliqua externa. Erről erednek sorban az alsó ajkat lefelé húzó izom (m. depressor labii inferioris), a szájzugot lefelé húzó izom (m. depressor anguli oris), a trombitásizom (m. buccinator) és egy kötőszövetes, "varratszerű" képződmény (raphe pterygomandibularis. A protuberantiától oldalt és a tuberculum fölött van a fossa mentalis, ahonnan az állcsúcsi izom és részben az száj körüli izom (m. orbicularis oris) ered.

### Az állkapocs csatornája(canalis mandibulae)
Hátrább, kb. a kisőrlők tájékán nyílik a foramen mentalen keresztül az állcsont csatornája (canalis mandibulae). A csatornában található a csontot és az alsó fogsort ellátó ér-ideg köteg (nervus, arteria et vena alveolaris inferior) . Belső felszínén izom eredési helyek vannak: spina mentalis – négy kiemelkedés a nyelv és a nyelvcsont feletti izmoknak, alatta a középvonalhoz közel a kéthasú izom (m. digastricus tapadási) helye, a fossa digastrica, és  linae mylohyoidea – hátra és felfele húzódó vonal, az azonos nevü szájfenékizom (m. mylohyoideus) izom számára. A linae mylohyoidea kétoldalán találjuk két nyálmirigy benyomatát: felül és elöl a nyelvalatti mirigyét (glandula sublingualis), alul és hátul az állkapocs alatti mirigyét (glandula submandibularis).

### Az állkapocs szára(ramus mandibulae)
Az állkapocs szára haránt irányban lapított, négyszögletes lemez. A test síkjához viszonyítva 20-25°-kal hajlik el kifele. Az állkapocs szöglete, a test és a szár között jön létre. A szög nagysága a korral változik: felnőttnél 110-125°, míg csecsemőkorban és öregkorban nagyobb, 135-150°. Külső és belső felszínén is egy-egy rágóizomtapadási hely van: tuberositas masseterica és pterygoidea.
A szár felső részén két nyúlvány található, melyeket egy mély bevágás, az (incisura mandibulae) választ el. Előrébb van a (processus coronoideus), itt tapad a halántékizom(m. temporalis), és hátul az ízületi nyúlvány (processus condylaris). Az ízületi nyúlvány egy, a hossztengelyével befele és hátrafelé tekintő, tojásdad alakú fejben (caput mandibulae) végződik ez az állkapocsízület része. A fej alatt helyezkedik el a nyak (collum mandibulae), melynek elülső felszínén (a fovea pterygoideán) tapad a Musculus pterygoideus lateralis.
A szár belső felszínén található a mandibula nyílása (formen mandibulae). Ez előtt és kissé felette található egy csontlemez: lingula mandibulae vagy Spix-féle tövis. Fogászati beavatkozások során, az alsó fogak érzéstelenítését itt végzik.
(Ez egybeesik az állkapocsízület tényleges forgástengelyével. Ezért szokásos a fogászatban ismételten nyittatni és záratni a szájat a vezetése az alsó fogsor érzéstelenítéshez (a háromosztatú ideg ágának; nervus alvolaris inferior) megfelelő pont megtalálásához.)